# Jure Robič
Jure Robič (Jesenice, 10 aprile 1965 – Jesenice, 24 settembre 2010) è stato un mountain biker e ciclista su strada jugoslavo, poi sloveno.

## Biografia
Robič ha vinto la Race Across America 5 volte, un record nella categoria in solitario maschile: nel 2004 da rookie, 2005, 2007, 2008 e 2010.
Nel 2009, quando si trovava in seconda posizione, si ritirò per protesta dopo aver ricevuto dalla giuria una penalizzazione. Dopo questo ritiro tornò alla RAAM e vinse nel 2010.
Il 19 settembre 2004, Robič ha stabilito il record delle 24h su strada percorrendo 834,77 km in bicicletta. Il record è stato stabilito su un circuito pianeggiante di 17,44 km nei pressi di Moravske Toplice.
Nel 2005 ha vinto Le Tour direct percorrendo i 4023 km in 7 giorni 19 ore e 40 minuti. Le Tour direct è una gara che si svolge sulle stesse strade del Tour de France, ma con le regole della Race Across America, cioè senza la possibilità di sostare.
Vinse quattro volte la Race Across Slovenia, due volte le Tour direct ed il Tortour nel 2010.
Robič era noto per spingere se stesso al limite delle capacità di sopportazione durante le gare di endurance. Durante la sua prima RAAM vinta come rookie nel 2004, è stato riferito che aveva dormito solo otto ore nei suoi otto giorni di gara, 4761 km.
Dal 1988 al 1994 Jure ha fatto parte della squadra nazionale slovena di ciclismo ed è stato anche campione nazionale su strada. Nella sua carriera ha vinto oltre 100 gare.
È scomparso il 24 settembre 2010 all'età di 45 anni in un incidente stradale, investito da un'auto su una strada forestale a Plavški Rovt vicino a Jesenice.